# Голяма награда на Азербайджан
Голямата награда на Азербайджан е кръг от Световния шампионат на ФИА - Формула 1 провежда се по улиците на Баку. През 2017 година прави своя дебют, като Гран при на Азербайджан. Година по-рано през 2016 година състезанието пак е кръг от световния шампионат на Формула 1, но участва като Гран при на Европа.

## Победители
| Година | Пилот          | Конструктор                | Писта          | Статистика     |
| ------ | -------------- | -------------------------- | -------------- | -------------- |
| 2023   | Серхио Перес   | Ред Бул Рейсинг-Хонда РБПТ | Баку           | Статистика     |
| 2022   | Макс Верстапен | Ред Бул Рейсинг-РБПТ       | Баку           | Статистика     |
| 2021   | Серхио Перес   | Ред Бул Рейсинг-Хонда      | Баку           | Статистика     |
| 2020   | Не се провежда | Не се провежда             | Не се провежда | Не се провежда |
| 2019   | Валтери Ботас  | Мерцедес                   | Баку           | Статистика     |
| 2018   | Луис Хамилтън  | Мерцедес                   | Баку           | Статистика     |
| 2017   | Даниел Рикардо | Ред Бул-ТАГ Хойер          | Баку           | Статистика     |